# Konrad Häfner
Konrad Häfner (* 5. Oktober 1885 in Allertshausen, Unterfranken; † nach 1945) war ein deutscher Offizier und Verwaltungsbeamter. Er war unter anderem von 1939 bis 1943 Landrat des Landkreises Erding und von 1943 bis 1945 Landrat des Landkreises Deggendorf.

## Leben
Bis zum Ende des Ersten Weltkriegs gehörte Häfner als Berufsoffizier der bayerischen Armee an, seit 1914, nach einer Verwundung zu Kriegsbeginn, diente er bei der Fliegertruppe. 1920 schied er im Rang eines charakterisierten Majors aus der Reichswehr aus.
Zum 1. Mai 1928 trat er der NSDAP bei (Mitgliedsnummer 89.073). Um 1930 gründete er den ersten eigenen SS-Motorsturm in München, bestehend aus 25 Mann, drei Autos und zehn Motorrädern. In der SS erreichte er den Rang eines SS-Oberführers (SS-Nummer 1.896). Um 1932 wechselte er in die SA, in der er zum 1. Oktober 1933 den Rang eines SA-Brigadeführers erreichte. 1939 wurde Häfner zum Landrat von Erding ernannt. Diesen Posten bekleidete er bis 1943, wobei er von Ende 1939 bis Juli 1942, bedingt durch seine Kriegsteilnahme, beurlaubt war. Im September 1943 wurde Häfner nach Deggendorf versetzt, während der dortige Landrat Franz Sefferth von Deggendorf nach Erding kam. 